# Trophée Conn-Smythe
Pour les articles homonymes, voir Smythe.
Le trophée Conn-Smythe (en anglais : Conn Smythe Trophy) est un trophée de hockey sur glace remis par la Ligue nationale de hockey au joueur ayant été le plus utile pendant les séries éliminatoires de la Coupe Stanley. Le titre est décerné par vote de l'Association de presse du hockey professionnel et a lieu durant la deuxième période du premier match supposé dernier match de la série finale. Si la série ne se termine pas à ce match, les votes sont annulés et le vote recommence à la prochaine partie.

## Histoire
Le trophée porte le nom de Conn Smythe qui a le mérite d'avoir bâti deux organisations de la Ligue nationale de hockey. D’abord les Rangers de New York à titre de directeur-général et ensuite les Saint-Patricks de Toronto, qu’il rebaptise ensuite Maple Leafs, comme directeur-général et propriétaire. Il est le maître d’œuvre de la grande dynastie des Maple Leafs de 1945 à 1951, période durant laquelle la franchise remportera cinq coupes Stanley. Il supervise personnellement la construction du Temple de la renommée en 1961. Le design même du trophée Conn-Smythe est inspiré du fait qu’il a été propriétaire des Maple Leafs : les feuilles d’érable qui l'ornent rappellent ce fait.

## Gagnants du trophée Conn-Smythe

### Records
Seuls six joueurs ont remporté ce trophée à plusieurs reprises :
- Patrick Roy, 3 fois : 2 avec les Canadiens de Montréal (1986 et 1993) et 1 avec l'Avalanche du Colorado (2001) ;
- Robert Orr 2 fois avec les Bruins de Boston (1970 et 1972) ;
- Bernard Parent 2 fois avec les Flyers de Philadelphie (1974 et 1975) ;
- Wayne Gretzky 2 fois avec les Oilers d'Edmonton (1985 et 1988) ;
- Mario Lemieux 2 fois avec les Penguins de Pittsburgh (1991 et 1992) ;
- Sidney Crosby 2 fois avec les Penguins de Pittsburgh (2016 et 2017).

Le joueur gagnant n'est pas nécessairement dans l'équipe qui gagne la Coupe Stanley, c'est le cas de :
- Roger Crozier en 1966 pour les Red Wings de Détroit
- Glenn Hall en 1968 pour les Blues de Saint-Louis
- Reginald Leach en 1976 pour les Flyers de Philadelphie
- Ronald Hextall en 1987 pour les Flyers de Philadelphie
- Jean-Sébastien Giguère en 2003 pour les Mighty Ducks d'Anaheim
- Connor McDavid en 2024 pour les Oilers d'Edmonton

### Palmarès
La liste ci-dessous reprend le nom des vainqueurs du trophée avec, le cas échéant, entre parenthèses, le nombre de trophées remportés :
- 1965 – Jean Béliveau, Canadiens de Montréal
- 1966 – Roger Crozier, Red Wings de Détroit[4]
- 1967 – David Keon, Maple Leafs de Toronto
- 1968 – Glenn Hall, Blues de Saint-Louis[4]
- 1969 – Serge Savard, Canadiens de Montréal
- 1970 – Robert Orr, Bruins de Boston
- 1971 – Kenneth Dryden, Canadiens de Montréal
- 1972 – Robert Orr (2), Bruins de Boston
- 1973 – Yvan Cournoyer, Canadiens de Montréal
- 1974 – Bernard Parent, Flyers de Philadelphie
- 1975 – Bernard Parent (2), Flyers de Philadelphie
- 1976 – Reginald Leach, Flyers de Philadelphie[4]
- 1977 – Guy Lafleur, Canadiens de Montréal
- 1978 – Larry Robinson, Canadiens de Montréal
- 1979 – Robert Gainey, Canadiens de Montréal
- 1980 – Bryan Trottier, Islanders de New York
- 1981 – Robert Goring, Islanders de New York
- 1982 – Michael Bossy, Islanders de New York
- 1983 – William Smith, Islanders de New York
- 1984 – Mark Messier, Oilers d'Edmonton
- 1985 – Wayne Gretzky, Oilers d'Edmonton
- 1986 – Patrick Roy, Canadiens de Montréal
- 1987 – Ronald Hextall, Flyers de Philadelphie[4]
- 1988 – Wayne Gretzky (2), Oilers d'Edmonton
- 1989 – Allan MacInnis, Flames de Calgary
- 1990 – William Ranford, Oilers d'Edmonton
- 1991 – Mario Lemieux, Penguins de Pittsburgh
- 1992 – Mario Lemieux (2), Penguins de Pittsburgh
- 1993 – Patrick Roy (2), Canadiens de Montréal
- 1994 – Brian Leetch, Rangers de New York
- 1995 – Claude Lemieux, Devils du New Jersey
- 1996 – Joseph Sakic, Avalanche du Colorado
- 1997 – Michael Vernon, Red Wings de Détroit
- 1998 – Stephen Yzerman, Red Wings de Détroit
- 1999 – Joseph Nieuwendyk, Stars de Dallas
- 2000 – Scott Stevens, Devils du New Jersey
- 2001 – Patrick Roy (3), Avalanche du Colorado
- 2002 – Nicklas Lidström, Red Wings de Détroit
- 2003 – Jean-Sébastien Giguère, Mighty Ducks d'Anaheim[4]
- 2004 – Bradley Richards, Lightning de Tampa Bay
- 2006 – Cameron Ward, Hurricanes de la Caroline
- 2007 – Scott Niedermayer, Ducks d'Anaheim
- 2008 – Henrik Zetterberg, Red Wings de Détroit
- 2009 – Ievgueni Malkine, Penguins de Pittsburgh
- 2010 – Jonathan Toews, Blackhawks de Chicago
- 2011 – Timothy Thomas, Bruins de Boston
- 2012 – Jonathan Quick, Kings de Los Angeles
- 2013 – Patrick Kane, Blackhawks de Chicago
- 2014 – Justin Williams, Kings de Los Angeles
- 2015 – Duncan Keith, Blackhawks de Chicago
- 2016 – Sidney Crosby, Penguins de Pittsburgh
- 2017 – Sidney Crosby (2), Penguins de Pittsburgh
- 2018 – Aleksandr Ovetchkine, Capitals de Washington
- 2019 – Ryan O'Reilly, Blues de Saint-Louis
- 2020 – Victor Hedman, Lightning de Tampa Bay
- 2021 – Andreï Vassilevski, Lightning de Tampa Bay
- 2022 – Cale Makar, Avalanche du Colorado
- 2023 – Jonathan Marchessault, Golden Knights de Vegas
- 2024 – Connor McDavid, Oilers d'Edmonton[4]
- 2025 – Samuel Bennett, Panthers de la Floride